# Crwth

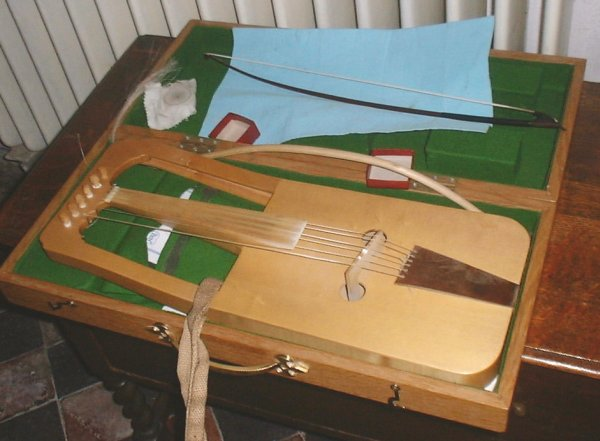
Un crwth moderne dans son étui.

Le crwth ou crouth (prononcé kruːθ ou krʊθ en gallois), aussi appelée la rote, est un instrument à cordes frottées d'origine galloise ou irlandaise, probablement du Xe-XIe siècle, date à laquelle l'emploi de l'archet est devenu commun en Europe occidentale. Il s'agit de l'un des derniers instruments dont aient joué les bardes historiques de la fin du Moyen Âge et de la Renaissance.

## Historique
Le mot gallois crwth et le mot gaélique cruit étaient des termes génériques renvoyant aux instruments à cordes pincées en général, y compris les premières harpes, et les lyres à six cordes communes à toute l'Europe « barbare » du Haut Moyen Âge (cf. la célèbre lyre de Sutton Hoo conservée au British Museum). Le crwth gallois est manifestement apparenté à ce dernier instrument (tout comme le sont d'autres lyres à cordes frottées, par exemple la strakharpa scandinave) ; en revanche, il n'est aucunement un ancêtre du violon.
Il connaît un regain d'intérêt depuis quelques années[Depuis quand ?].

## Facture
L'instrument est creusé dans la masse (monoxyle) et comporte six cordes variables : quatre chanterelles (alignées avec la touche) et deux bourdons (séparés de la touche).

## Jeu
Il se joue comme le fiddle qui l'a supplanté.